# Michael Borchard

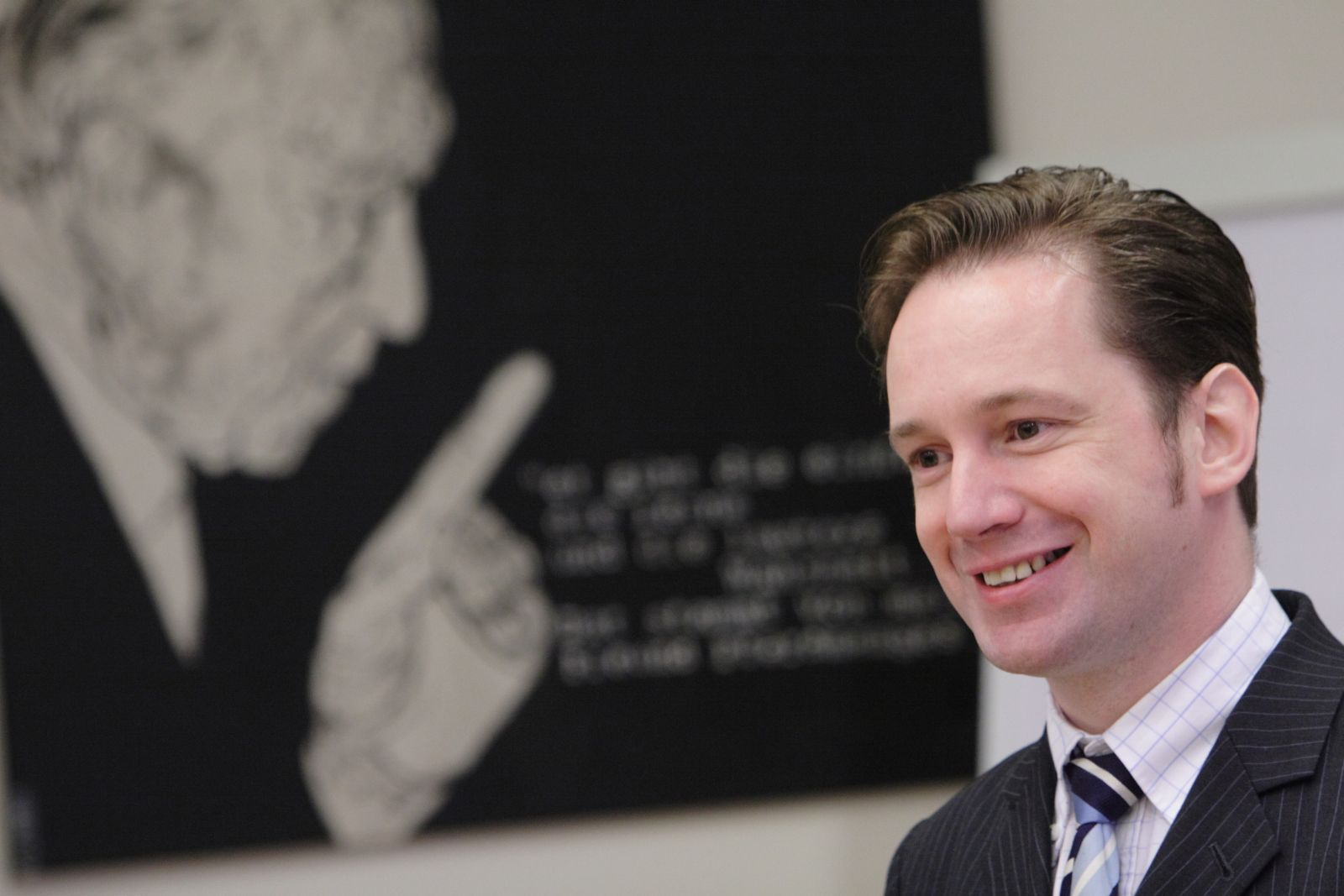
Michael Borchard 2008 bei einer Veranstaltung der Konrad-Adenauer-Stiftung e. V. in Berlin

Michael Borchard (* 1967 in München) ist ein deutscher Journalist und Politikwissenschaftler. Er arbeitete als Redenschreiber für den früheren Bundeskanzler Helmut Kohl und den Thüringer Ministerpräsidenten Bernhard Vogel. Er ist seit 2018 Leiter der Hauptabteilung Wissenschaftliche Dienste/Archiv für Christlich-Demokratische Politik.

## Leben
Von 1989 bis 1994 studierte Borchard Politikwissenschaft, Neuere Geschichte und Öffentliches Recht an der Universität Bonn, gefördert durch ein Begabten-Stipendium der CDU-nahen Konrad-Adenauer-Stiftung (KAS). 1995 war er Stipendiat der Graduiertenförderung der Konrad-Adenauer-Stiftung. Ab 1995 betätigte er sich als freier Journalist, anschließend als Wissenschaftlicher Mitarbeiter der Editionsgruppe „Dokumente zur Deutschlandpolitik“ beim Bundesarchiv in Sankt Augustin bei Bonn. Noch vor seiner Promotion wurde er 1998 als freier Mitarbeiter der Abteilung Politik im Bundeskanzleramt Mitglied des Redenschreiberteams für Bundeskanzler Kohl.
Im Jahr 1998 promovierte er bei Hans-Peter Schwarz zum Dr. phil. mit einer Arbeit über die deutschen Kriegsgefangenen in der Sowjetunion. Er erhielt dafür im selben Jahr den Geffrub-Preis der Gesellschaft der Freunde und Förderer der Universität Bonn.
Von 1998 bis 2003 arbeitete er als Leiter des Referates Reden, Textdokumentation, Fragen des gesellschaftlichen Wandels der Abteilung Öffentlichkeitsarbeit in der Thüringer Staatskanzlei und war Redenschreiber für den Thüringer Ministerpräsidenten Bernhard Vogel. Im Jahr 2003 wechselte er zur KAS als Leiter der Arbeitsgruppe Innenpolitik in der Hauptabteilung Politik und Beratung sowie Leiter des abteilungsübergreifenden Leitprojektes Grundlagen und Ziele der Bürgergesellschaft. Im Dezember desselben Jahres wurde er Hauptabteilungsleiter Politik und Beratung der KAS, was er bis 2014 blieb. Danach übernahm er das Büro der Konrad-Adenauer-Stiftung in Israel. Ab Oktober 2017 war er stellvertretender Leiter der Hauptabteilung Wissenschaftliche Dienste/Archiv für Christlich-Demokratische Politik, die er seit dem 1. Juli 2018 als Nachfolger von Hanns Jürgen Küsters leitet.
Borchard ist seit 1989 Mitglied der katholischen Studentenverbindung KDStV Bavaria Bonn.
Er ist Mitglied des Editionsbeirats „Fraktionsprotokolle“ der Kommission für Geschichte des Parlamentarismus und der politischen Parteien sowie seit September 2021 stellvertretender Vorsitzender der Bundeskanzler-Helmut-Kohl-Stiftung.

## Veröffentlichungen
- Die deutschen Kriegsgefangenen in der Sowjetunion. Zur politische Bedeutung der Kriegsgefangenenfrage, 1949–1955 (= Forschungen und Quellen zur Zeitgeschichte, 35). Düsseldorf: Droste Verlag, 2000 (zugleich: Dissertation, Philosophische Fakultät, Bonn, Rheinische-Friedrich-Willems-Universität, 1998), ISBN 978-3-7700-1883-3.
- mit Hermann Gröhe, Günter Krings, Ralf Thomas Baus (Hrsg.) Föderalismusreform in Deutschland. Wege zur Stärkung des Parlamentarismus? [Reden, die im Rahmen der 3. Berliner Rechtspolitischen Konferenz der Konrad-Adenauer-Stiftung vom 13. bis 14. November 2008 in Berlin gehalten worden sind]. Mit Beiträgen von Bernhard Vogel... Eine Veröffentlichung der Konrad-Adenauer-Stiftung e. V. Sankt Augustin, Berlin: KAS, 2009, ISBN 978-3-940955-67-8, http://kasnet.kas.de/db_files/dokumente/im_plenum/7_dokument_dok_pdf_16176_1.pdf.
- (Hrsg.) Das neue Bild vom älteren Menschen – aktiv in Politik und Gesellschaft! Mit Beiträgen von Otto Wulff... Eine Veröffentlichung der Konrad-Adenauer-Stiftung e. V. Sankt Augustin: KAS, 2007, ISBN 978-3-939826-72-9, http://www.kas.de//db_files/dokumente/7_dokument_dok_pdf_12567_1.pdf?071206133959.
- (Hrsg.) Schlaglichter der Deutschen Einheit. Eine kommentierte Chronik (1987–1990). Zusammenstellung, Kommentierung, Redaktion: Gunnar Peters. Konrad-Adenauer-Stiftung, Politik und Beratung. Sankt Augustin, Berlin: KAS, 2008.
- (Hrsg.) Das Solidarische Bürgergeld. Analysen einer Reformidee, hrsg. im Auftrag der Konrad-Adenauer-Stiftung. Mit Beiträgen von Dieter Althaus, Michael Opielka, Wolfgang Strengmann-Kuhn u. a. Stuttgart: Lucius & Lucius, 2007, ISBN 978-3-8282-0393-8.
- Eine unmögliche Freundschaft. David Ben-Gurion und Konrad Adenauer, Freiburg im Breisgau: Herder, 2019, ISBN 978-3-451-38275-8.